# 梁家庄园
梁家庄园，位于中国广东省云浮市罗定市黎少镇榃濮村，为罗定市的一个市级文物保护单位，类型为古建筑，公布时间为1994年6月8日。2015年，被列为广东省重点文物保护单位。
梁家庄园的历史年代为清代。